# 朱德鑫
朱德鑫（1917年—），男，中国医疗器械工程师，曾任上海医疗器械厂总工程师，第三届全国人大代表，第五、六届全国政协委员。